# Станислав Балабанов
Станислав Светозаров Балабанов е български журналист, сценарист, продуцент, телевизионен водещ и политик от партия „Има такъв народ“. Народен представител в XLV, XLVI, XLVII, XLIX и L народно събрание. Избран за народен представител в XLIX народно събрание от Пловдив – област.

## Биография
Балабанов е роден на 2 март 1988 г. в гр. Пловдив, България. През 2011 г. получава бакалавърска степен по българска филология в ПУ „Паисий Хилендарски“, а през 2014 г. получава магистърска степен по журналистика, продуцентство и финанси във ВУЗФ – София.
От 2014 г. е част от продуцентската компания „Седем-осми“. Oт 2019 г. е сценарист, редактор и телевизионен водещ на публицистичното предаване „Студио хъ“, което се излъчва всяка вечер в ефира на 7/8 ТВ.
Между 2021 г. и 2022 г. е народен представител в три парламента. В XLVII народно събрание е председател на комисията за пряко участие на гражданите и заместник-председател на парламентарната група на „Има такъв народ“.
Член на изпълнителния съвет и секретар на политическа партия „Има такъв народ“.